# 얼룩진 네트워크: 어느 저널리스트의 죽음
《얼룩진 네트워크: 어느 저널리스트의 죽음》(스페인어: Red privada: ¿Quién mató a Manuel Buendía?)은 2021년 공개한 멕시코의 다큐멘터리 영화이다. 멕시코 언론인의 암살 사건을 다룬 영화이다.

## 출연
- 다니엘 지메네스 카초 : 내레이션